# Национальный институт ядерной физики
Национа́льный институ́т я́дерной фи́зики (итал. Istituto Nazionale di Fisica Nucleare, INFN) — научная организация, занимающаяся проведением исследований в области ядерной физики, физики элементарных частиц и астрофизики в Италии. Основан 8 августа 1951 года.
INFN сотрудничает с CERN, Фермилаб и другими лабораториями в мире.

## Научные достижения
Во второй половине 1950-х годов институтом спроектирован и построен во Фраскати первый итальянский ускоритель заряженных частиц — электронный синхротрон. В начале 1960-х годов также во Фраскати под научным руководством Бруно Тушека был построен первый в мире электрон-позитронный коллайдер AdA (итал. Anello Di Accumulazione). В 1968 году там же начал работать коллайдер ADONE, который стал самым высокоэнергетичным коллайдером с энергией электронов в пучке 1,5 ГэВ
.
В 1993 году началось сооружение нового электрон-позитронного коллайдера на меньшую энергию, но гораздо более высокую светимость: первый пучок в фи-фабрику DAFNE был захвачен в 1997 году. В настоящее время институт проектирует фабрику SuperB в другом диапазоне энергий, для рождения пар B-мезонов, на сверхвысокую светимость. Также институт участвует в работах по строительству и использованию ускорителей, базирующихся в CERN.

## Структура
В состав института входит два типа дополняющих друг друга учреждений: 19 отделений (итал. Sezioni) при физических факультетах в крупнейших итальянских университетах и 4 национальные лаборатории. Отделения обеспечивают непосредственную связь между научными исследованиями в институте и процессом обучения в университете. Национальные лаборатории используются для размещения крупного и уникального экспериментального оборудования.
В институте числится около 2000 сотрудников. Ещё около 2000 работников университетов и 1300 студентов и аспирантов вовлечено в исследования, проводимые под патронажем института.

### Национальные лаборатории
В состав института входит четыре национальные лаборатории:
- Национальная лаборатория Фраскати (LNF)
- Национальная лаборатория Катании (LNC)
- Национальная лаборатория Легнаро (LNL)
- Национальная лаборатория Гран-Сассо (LNGS)

## Отделения
- Bari — Бари
- Bologna — Болонья
- Bologna — CNAF — Болонья — CNAF
- Cagliari — Кальяри
- Catania — Катания
- Ferrara — Феррара
- Firenze — Флоренция
- Genova — Генуя
- Lecce — Лечче
- Milano — Милан
- Milano — Bicocca — Милан—Бикокка
- Napoli — Неаполь
- Padova — Падуя
- Pavia — Павия
- Perugia — Перуджа
- Pisa — Пиза
- Roma — I — Рим
- Roma — II — Рим
- Roma — III — Рим
- Torino — Турин
- Trieste — Триест